# Biskupiec (gmina w powiecie olsztyńskim)
Biskupiec – gmina miejsko-wiejska w województwie warmińsko-mazurskim, w powiecie olsztyńskim. W latach 1975–1998 gmina położona była w województwie olsztyńskim.
Siedziba gminy to Biskupiec.
Według Narodowego Spisu Powszechnego 31 marca 2011 gminę zamieszkiwało 19 309 mieszkańców, z czego 10 657 w mieście, a 8652 – na obszarach wiejskich gminy. Natomiast według danych z 31 grudnia 2019 roku gminę zamieszkiwało 18 997 osób.

## Struktura powierzchni
Według danych z roku 2002 gmina Biskupiec ma obszar 290,38 km², w tym:
- użytki rolne: 56%
- użytki leśne: 25%

Gmina stanowi 10,22% powierzchni powiatu.

## Demografia

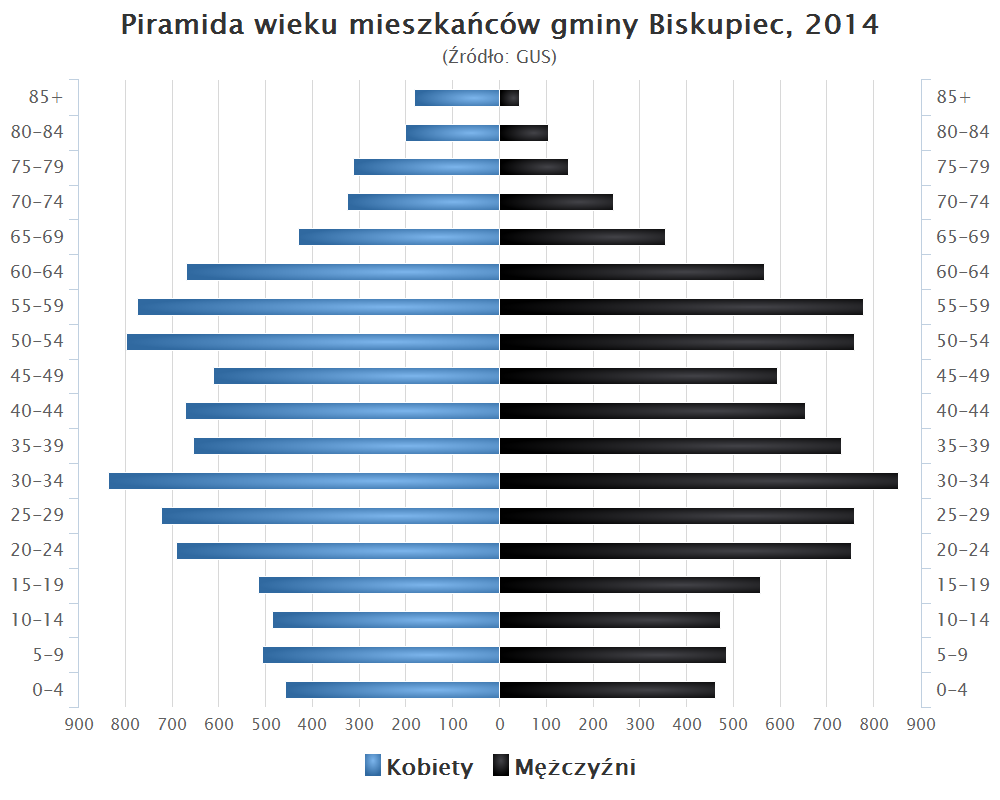
Piramida wieku mieszkańców gminy Biskupiec w 2014 roku

Dane z 30 czerwca 2004:
| Opis                              | Ogółem | Ogółem | Kobiety | Kobiety | Mężczyźni | Mężczyźni |
| --------------------------------- | ------ | ------ | ------- | ------- | --------- | --------- |
| jednostka                         | osób   | %      | osób    | %       | osób      | %         |
| populacja                         | 19 030 | 100    | 9737    | 51,2    | 9293      | 48,8      |
| gęstość zaludnienia (mieszk./km²) | 65,5   | 65,5   | 33,5    | 33,5    | 32        | 32        |

## Ochrona przyrody
Na terenie gminy znajdują się następujące pomniki przyrody:
| Nr | Lokalizacja                                     | Nazwa             | Obwody | Nr ew. | Akt prawny                                               |
| 1. | Lipowo skraj parku                              | dąb szypułkowy    | 500 cm | 353    | Nr 353/70 z 29.09.1970 r.                                |
| 2. | brzeg jez. Bęskiego leśnictwo Dębowo oddz. 144A | dąb szypułkowy    | 490 cm | 488    | Zarz. nr 21 Woj. Olsztyńskiego z 08.03.1989 r.           |
| 3. | Kamionka                                        | dąb bezszypułkowy | 490 cm | 973    | Dz. Urz. Woj.Warm-Maz. Nr 152, poz. 2513 z 27.12.2001 r. |

## Sołectwa
Biesowo, Biesówko, Biskupiec-Kolonia, Borki Wielkie, Botowo, Bredynki, Czerwonka, Droszewo, Kamionka, Kobułty, Kojtryny, Labuszewo, Lipowo, Łabuchy, Mojtyny, Najdymowo, Nowe Marcinkowo, Parleza Wielka, Rasząg, Rudziska, Rukławki, Rzeck, Sadowo, Stanclewo, Stryjewo, Węgój, Wilimy, Zabrodzie, Zarębiec.

## Pozostałe miejscowości
Adamowo, Biskupiec-Kolonia Pierwsza, Biskupiec-Kolonia Trzecia, Boreczek, Bukowa Góra, Chmielówka, Dębowo, Dworzec, Dymer, Gęsikowo, Januszewo, Józefowo, Kramarka, Łąka Dymerska, Ługi, Nasy, Parleza Mała, Pudląg, Rozwady, Rudziska (osada leśna), Sadłowo, Wólka Wielka, Zameczek, Zazdrość.

## Sąsiednie gminy
Barczewo, Dźwierzuty, Jeziorany, Kolno, Sorkwity